# Ofensiva de Fezã em 2019
Ofensiva do Fezã ocorre durante a Segunda Guerra Civil Líbia, sendo iniciada em 16 de janeiro de 2019 com uma ofensiva militar do Exército Nacional Líbio para assumir o controle do sudoeste da Líbia.

## Contexto
O sul da Líbia é uma área onde as relações intercomunitárias são frágeis. Sobretudo, são notáveis os combates entre os tuaregues e os tubus em Ubari entre 2014 e 2015 e entre os tubus e os árabes da tribo de Oulad Souleymane em Saba em 2017. Também são relatados muitos casos de sequestro por resgate, roubo e banditismo.  Vários grupos rebeldes sudaneses, chadianos e nigerinos estão presentes no sul da Líbia, particularmente na região de Saba.

## Forças envolvidas
Cerca de cinco ou seis grupos rebeldes chadianos usam o sul da Líbia como base de retaguarda. O mais importante é o Conselho do Comando Militar para a Salvação da República (CCMSR), seguido pela União das Forças da Resistência (UFR), pela Frente pela Alternância e Concórdia no Chade (FACT) e pela União das Forças para a Democracia e o Desenvolvimento (UFDD). No total, essas milícias chadianas reúnem vários milhares de combatentes: seu número é estimado entre 2.000 e 3.500 pela ONU no início de 2018, entre 4.000 e 11.000 segundo Alexander Bish, pesquisador da "Global Initiative", no início de 2019 e 18.000 de acordo com o Governo de União Nacional em 2017. Esses grupos são próximos das Brigadas de Misurata e, em particular, da Terceira Força. Em 2017, participam nomeadamente ao lado destes na ofensiva do Crescente Petrolífero e na Batalha de Biraque. No entanto, na primavera de 2017, enfraquecida pelos contra-ataques do Exército Nacional Líbio, a Terceira Força retira-se de Fezã. Os grupos chadianos encontram-se isolados e alguns tentam conciliar-se com o Marechal Haftar. A Frente pela Alternância e Concórdia no Chade (FACT) obtém assim a autorização para permanecer em Jufra, com a condição de manter-se ordeira. Outras formações sobrevivem envolvendo-se em redes de contrabando. O Chade igualmente acusa o Catar de financiar os rebeldes chadianos.
Os rebeldes sudaneses encontram-se aglutinados no Reagrupamento das Forças para a Libertação do Sudão, surgido em junho de 2017 e liderado por Taher Abu Bakr Hajar. Esta aliança inclui três grupos armados de Darfur: o Movimento pela Justiça e Igualdade (MJI) e as duas facções do Exército de Libertação do Sudão, uma liderada por Abdul Wahid al-Nour e a outra por Minni Minnawi. Os rebeldes sudaneses, apoiados pelo Chade, servem como mercenários nas forças de Haftar. O Reagrupamento das Forças para a Libertação do Sudão dispõe de uma base militar em Cufra, que conta com 2.000 combatentes armados.
No sudoeste, os territórios tuaregues são controlados pelo Conselho Supremo dos Tuaregues da Líbia, liderados por Moulay Ag Didi. Os tuaregues controlam diversos poços de petróleo e, de 2014 a 2015, entraram em um confronto violento com os tubus, na região de Ubari, até a conclusão de um acordo de paz assinado com a mediação do Catar. Desde 2016, o Conselho Supremo dos Tuaregues apóia o Governo de Unidade Nacional de Fayez al-Sarraj..
O Exército Nacional Líbio do Marechal Khalifa Haftar dispõe de uma presença limitada no Fezã. No entanto, obteve o reforço da Brigada Khalid Ibn Walid, dirigida por um salafita tubu.

## Prelúdio
Em fevereiro de 2018, novos combates irrompem em Saba entre a tribo árabe Oulad Souleymane e os tubus, sendo a primeira próxima ao Governo de Unidade Nacional liderado por Fayez el-Sarraj e os segundos próximos de Khalifa Haftar. Posteriormente, no entanto, uma grande parte da tribo Oulad Souleymane se juntou a Haftar.
No final de maio de 2018, a Líbia, o Chade, o Níger e o Sudão assinam um acordo de cooperação em segurança, que autoriza o "direito de perseguição".
Em 13 de outubro de 2018, a aviação do Exército Nacional Líbio bombardeou um grupo chadiano em Fezã, perto de Tamassah, matando o líder rebelde Mohamed Kheir.  Em seguida, combates esporádicos aconteceram perto do oásis de Tamassah. Em 16 de outubro, Khalifa Haftar vai a N'Djamena para se reunir com o presidente do Chade, Idriss Déby. Os dois homens convergem sobre a necessidade de uma operação no sul da Líbia, o que permitiria a Idriss Déby se livrar dos grupos rebeldes e Haftar, já senhor do leste do país, assumir o controle do sul.
Israel também teria respondido favoravelmente ao pedido do presidente do país, Idriss Deby, feito em novembro de 2018 durante a visita oficial de Benyamin Netanyahu, para ajudar a proteger a fronteira norte do Chade com a Líbia.

## Desenvolvimento
Em 16 de janeiro de 2019, o Exército Nacional Líbio anuncia o início de sua ofensiva. A operação é feita em coordenação com o governo do Chade e com o apoio da França, mas é vista com preocupação pela Argélia. Os Estados Unidos não reagem. A ofensiva é lançada a partir da base aérea militar de Tamenhant, a cerca de trinta quilômetros ao norte de Saba, a maior cidade do sul da Líbia. No entanto, as unidades do Exército Nacional Líbio já haviam assumido posições em torno de Saba nos dias anteriores. O Exército Nacional Líbio então afirma através de seu porta-voz, Ahmad al-Mesmari Mesmari, querer "garantir a segurança dos habitantes do sudoeste contra os terroristas, seja do Daexe ou da al-Qaeda, bem como dos bandos criminosos". Também alega almejar proteger os locais de petróleo, bem como as estradas que ligam o sul ao norte e lutar contra a imigração ilegal. Em um comunicado, apela às milícias locais para evacuar os locais militares que ocupam.
No final de janeiro, o Exército Nacional Líbio assegura sem muita dificuldade a cidade de Saba. O Exército Nacional Líbio anuncia a tomada de Saba em 19 de janeiro, mas efetivamente não assume o controle de algumas partes da cidade até o dia 24.
Em 27 de janeiro, o Exército Nacional Líbio reivindicou a captura da região de Godua, a oitenta quilômetros ao sul de Saba. No dia 1 de fevereiro, ao amanhecer, os rebeldes chadianos tentam atacar Godua. Pelo menos três homens do Exército Nacional Líbio são mortos, incluindo dois oficiais.
As forças de Haftar também cercam a cidade de Murzuque, mantida pelos tubus. A operação é ressentida pelas populações tubus que habitam na região: a Assembleia Nacional dos Tubus condena a ofensiva e os deputados líbios tubus suspendem sua participação na Câmara dos Representantes de Tobruque. A Assembleia Nacional dos Tubus também condena a operação exigindo explicações sobre as declarações do porta-voz do Exército Nacional Líbio, que acusou a tribo de "conluio com as forças estrangeiras". Anteriormente aliados Haftar, os tubus então aparentam estarem divididos.
Em 18 de janeiro de 2019, o Exército Nacional Líbio anunciou que havia matado Abu Talha al-Libi, um líder da al-Qaeda no Magrebe Islâmico. Abu Talha al-Libi teria sido morto junto com outros dois jihadistas — o líbio el-Mehdi Dengo e o egípcio Abdallah Desouki —  durante uma incursão contra duas casas na região de al-Qarda al-Chatti, a cerca de sessenta quilômetros a nordeste da cidade de Saba.
Em 3 de fevereiro, 121 rebeldes tubus nigerinos do Movimento pela Justiça e Reabilitação do Níger (MJRN), liderados por Mahamat Tinaymi, abandonaram a Líbia e se renderam ao exército nigerino em Madama. Uma cerimônia de desarmamento acontece em Dirkou no dia 11 de fevereiro.
Com base no sul de Murzuque, os rebeldes chadianos da União das Forças da Resistência também preferem deixar o sul da Líbia ao invés de lutar contra as tropas de Haftar. Assim regressam ao território chadiano, mas entre 3 e 6 de fevereiro sua coluna é alvejada pela força aérea francesa no deserto de Ennedi. Cerca de vinte dos seus veículos são destruídos e entre 100 e 250 combatentes rendem-se às forças do governo chadiano.
Em 6 de fevereiro, o Exército Nacional Líbio anuncia ter apreendido o campo petrolífero de al-Sharara (perto de Ubari); o maior do país, gerando sozinho um terço da produção líbia, fechado desde 10 de dezembro e anteriormente controlado por milicianos tuaregues. Esta tomada ocorre apenas algumas horas antes de o Governo de Unidade Nacional anunciar o envio dos Guardas das Instalações Petrolíferas para al-Sharara. Os tuaregues encontram-se então divididos e vários dos seus batalhões se juntam ao Exército Nacional Líbio.
O Governo de Unidade Nacional permanece várias semanas sem reagir. As forças do Exército Nacional Líbio são bem acolhidas pela população e, de acordo com o Le Monde, "a maioria dos observadores concorda em atribuir os recentes avanços de Haftar na região estratégica de Saba ao desencanto geral dos habitantes em relação às autoridades centrais de Trípoli". Em 6 de fevereiro, o Conselho Presidencial do Governo de Unidade Nacional emitiu um comunicado afirmando que "a guerra contra o terrorismo deveria ser feita por meio da coordenação entre o aparato de segurança do Estado e não por operações apressadas". No mesmo dia, para conter o progresso de Haftar, Fayez el-Sarraj nomeou o tuaregue Ali Kana, um ex-militar khadafista, como comandante da "zona militar sul". Ghassan Salamé, enviado das Nações Unidas para a Líbia, manifesta preocupação com o "risco de escalada da violência".
Em 13 de fevereiro, segundo o Governo de Unidade Nacional, um ataque aéreo é conduzido perto de Ubari pela aviação estadunidense contra a al-Qaeda. No entanto, os Estados Unidos desmentem no dia seguinte ter realizado um raide na Líbia..
Na manhã de 20 de fevereiro, o Exército Nacional Líbio entra na cidade de Murzuque e inicia combates contra os rebeldes chadianos. O Exército Nacional Líbio reivindica a captura da cidade durante o dia indicando, contudo, que "as unidades de combate continuarão [...] perseguindo o restante dos mercenários da oposição chadiana presentes na cidade". À noite, o general tubu Ibrahim Mohamad Kari, chefe de segurança nesta cidade, é assassinado por um "grupo armado fora da lei" de acordo com um comunicado do Ministério do Interior do Governo de Unidade Nacional.
Em 21 de fevereiro, o Exército Nacional Líbio anuncia ter capturado "pacificamente" o campo petrolífero de al-Fil. 

## Consequências
Para Jalel Harchaoui, especialista em Líbia e pesquisador do Instituto Clingendael: "Em um mês, Haftar virou tudo de cabeça para baixo, o processo político foi passado para o segundo plano. O marechal pretende mostrar, tanto para os líbios quanto para os seus patrocinadores externos, que ele está realizando uma atuação militar sem falhas e continua seu avanço em direção a Trípoli, apostando em sua legitimidade militar para encorajar adesões. Se for bem sucedido, Haftar poderá se estabelecer em Tripoli antes mesmo da realização de uma conferência nacional e da organização de eleições presidenciais e legislativas".